# Marinus van den Berge
Marinus « Rinus » van den Berge (né le 12 mars 1900 à Rotterdam et décédé le 23 octobre 1972 à Rotterdam également) est un athlète néerlandais spécialiste du sprint. Affilié au AV Haarlem, il mesurait 1,71 m pour 65 kg.

## Biographie

### Palmarès
| Date | Compétition           | Lieu  | Résultat | Épreuve   | Performance |
| ---- | --------------------- | ----- | -------- | --------- | ----------- |
| 1924 | Jeux olympiques d'été | Paris | 3e       | 4 × 100 m | 41 s 8      |

### Records
| Épreuve    | Performance | Lieu | Date |
| ---------- | ----------- | ---- | ---- |
| 100 mètres | 10 s 6      |      | 1925 |
| 200 mètres | 21 s 3      |      | 1930 |